# Újtikos
Újtikos is een plaats (község) en gemeente in het Hongaarse comitaat Hajdú-Bihar. Újtikos telt 956 inwoners (2001).